# لورنس أندرسون
لورنس أندرسون (بالإنجليزية: Laurens Anderson)‏ هو عالم كيمياء حيوية أمريكي، ولد في 19 مايو 1920 في داكوتا الجنوبية في الولايات المتحدة، وتوفي في 6 نوفمبر 2018.